# 天野花
天野 花（あまの はな、1994年1月25日 - ）は、日本の女性シンガーソングライターである。八丈島出身。血液型はB型。かつては5人組バンドluludiやアコースティックユニットBocco.のメンバーとして活動していた。
所属レーベルはSPACE SHOWER MUSIC内のLAVAFLOW RECORDS。

## 来歴
かねてより歌を歌うことを好んでいたものの、幼少期の引っ込み思案な性格から自分を表現することを苦手としていた。中学2年生の時に地元の八丈島に来たバンドの演奏を観て、「ギターを持ったら歌えるかもしれない」と考え、アコースティック・ギターを購入し、作詞作曲を開始。初めて書いた楽曲は、1stシングル『Honey Days』に収録の「シーラ」。
18歳の頃に上京し、19歳の頃に本格的に音楽活動を開始。2015年に同じ音楽専門学校に在籍していた長堀隼也、関悠夏、鈴木敬史、矢内まいとバンド、luludiを結成。同年3月21日にソロ名義でシングル『Honey Days』を発売。
21歳の時に女性4名男性2名によるアコースティックユニット、Bocco.の活動を始動。同ユニットでは、ギターとパーカッションを担当した。YouTubeでカバー曲やオリジナル曲を演奏した動画を投稿したほか、2017年3月4日に象の鼻テラスにて初のワンマンライブ「Bocco.から ちょっといいうた始まります。vol 1」を開催し、初のシングル『空モヨウ』を発売したが、同年7月3日に解散を発表。解散後は再びソロ活動を行っている。
2018年5月3日に開催された『HUG ROCK FESTIVAL 2018 GW』に出演。この日のライブ音源は同月30日に発売されたオムニバス盤『鉄コンピ Vol.4 ライブ盤』に収録されている。5月9日よりクラウドファンディングサイトCAMPFIREにて初のアルバム制作の資金（目標金額は70万円）を一般から募った。7月26日に目標金額を大きく上回る181万3500円を調達した。7月7日に故郷である八丈島にあるライブハウスPothallで開催された「エイト島箱入りライブ2018 〜The Isle Of Eight Festival 2018〜」に飛び入りで出演。2018年11月23日に地元の八丈島で初のワンマンライブ「透明なブルー」を開催し、1stアルバム『透明なブルー』の販売をライブ会場限定で開始。
また、2018年よりライブ活動の他、CMソングの歌唱を担当し、2020年に公開された映画『Last Lover』に書き下ろし曲「Last Lover」が主題歌として使用された。
2020年1月22日、初の全国流通盤となるミニ・アルバム『甘い夢の終わり』を発売。1月27日より同作を引っ提げたライブツアー「天野花 mini album release tour 〜甘い夢の終わり〜」を敢行し、3月7日の下北沢 CLUB Que公演を千秋楽に予定していたが新型コロナウイルスの感染の拡大に対する予防のために延期となった。4月30日に新型コロナウイルスの感染拡大の影響で営業を自粛している施設を支援する企画「Save Our Place」の一環として、配信限定アルバム『めぐる』をリリース。同作の売上は西荻窪ARTRIONの支援に充てられた。

## 人物
初めて購入したギターは、当時YUIが好きだったことからフェンダー製のアコースティック・ギター。上京後はhanacoと名付けたヤマハ製のアコースティック・ギターと、2018年11月にエンドース契約を結んだCattle Guitar D-28ハカランダS&Bを使用している。
同郷のMONO NO AWAREと同級生で、八丈島時代より互いに音楽活動を行っていた。

## 作品

### シングル
| #         | タイトル                    | 作詞・作曲 | 時間  |
| --------- | --------------------------- | ---------- | ----- |
| 1.        | 「無題のラブソング」        | 天野花     | 2:03  |
| 2.        | 「HONEY DAYS」              | 天野花     | 4:02  |
| 3.        | 「シーラ」                  | 天野花     | 3:31  |
| 4.        | 「弱虫の金曜日」            | 天野花     | 4:14  |
| 5.        | 「HONEY DAYS」(Off vocal)   |            | 4:02  |
| 6.        | 「シーラ」(Off vocal)       |            | 3:32  |
| 7.        | 「弱虫の金曜日」(Off vocal) |            | 4:08  |
| 合計時間: | 合計時間:                   | 合計時間:  | 25:32 |

| #  | タイトル         | 作詞 | 作曲・編曲 |
| -- | ---------------- | ---- | ---------- |
| 1. | 「渚」           |      |            |
| 2. | 「ある日のこと」 |      |            |
| 3. | 「two-time」     |      |            |
| 4. | 「つきのよる」   |      |            |

### フル・アルバム
| タイトル     | 発売日         | 備考                                                       |
| ------------ | -------------- | ---------------------------------------------------------- |
| 透明なブルー | 2018年11月23日 | - 自主制作盤 - ライブ会場限定で販売が開始された。          |
| 暁を泳いで   | 2021年6月23日  | - レーベル : LAVAFLOW RECORDS - 全国デビューフルアルバム。 |

### ミニ・アルバム
| タイトル       | 発売日        | 備考                                                                                        |
| -------------- | ------------- | ------------------------------------------------------------------------------------------- |
| 甘い夢の終わり | 2020年1月22日 | - レーベル : LAVAFLOW RECORDS - 初の全国流通盤。 - 深沼元昭らがサウンドプロデュースで参加。 |

### 配信限定アルバム
| めぐる                 | 2020年4月30日      | - ライブハウス支援企画「Save Our Place」の一環として配信されたアルバム。 \| 全作詞・作曲: 天野花。 \| \| \| \| \| \| # \| タイトル \| 作詞 \| 作曲・編曲 \| 時間 \| \| 1. \| 「群青」 \| 天野花 \| 天野花 \| 4:18 \| \| 2. \| 「三十路バラッド」 \| 天野花 \| 天野花 \| 3:21 \| \| 3. \| 「chrome」 \| 天野花 \| 天野花 \| 4:38 \| \| 4. \| 「Hug」 \| 天野花 \| 天野花 \| 3:43 \| \| 合計時間: \| 合計時間: \| 16:00 \| \| \| |            |      |
|                        |                    | |            |      |
| 全作詞・作曲: 天野花。 |                    | |            |      |
| #                      | タイトル           | 作詞 | 作曲・編曲 | 時間 |
| 1.                     | 「群青」           | 天野花 | 天野花     | 4:18 |
| 2.                     | 「三十路バラッド」 | 天野花 | 天野花     | 3:21 |
| 3.                     | 「chrome」         | 天野花 | 天野花     | 4:38 |
| 4.                     | 「Hug」            | 天野花 | 天野花     | 3:43 |
| 合計時間:              | 合計時間:          | 16:00 |            |      |

### 収録作品
| 発売日        | タイトル                | 収録曲             |
| ------------- | ----------------------- | ------------------ |
| 2018年5月30日 | 鉄コンピ Vol.4 ライブ盤 | 「三十路バラッド」 |

### 参加作品
| アーティスト       | タイトル                          | 初出                                                             |
| ------------------ | --------------------------------- | ---------------------------------------------------------------- |
| 田中マコト、天野花 | 「ふたり - featuring Hana Amano」 | 『映画『Last Lover ラストラバー』 オリジナル・サウンドトラック』 |
| 田中マコト、天野花 | 「Last Lover - movie mix.」       | 『映画『Last Lover ラストラバー』 オリジナル・サウンドトラック』 |

### 未音源化作品
| タイトル                     | 備考 |
| ---------------------------- | --- |
| （曲名不明）                 | 2018年に放送のヤクルト おどろき工場篇 CMソングで、正式なタイトルは不明。 作曲と演奏を担当。                                                                              |
| 写真展「はるのなか」テーマ曲 | 野中うみの写真展「はるのなか」のテーマ曲として制作された楽曲で、正式なタイトルは不明。 天野は作曲と演奏を担当し、作詞は野中うみ、編曲はorikoが手がけている。             |
| SALAD FOREVER                | キユーピー「キユーピドレッシング」CMソング。 1905年に発表された楽曲「リンゴの木の下で」の替え歌。 天野は歌唱のみで、作詞は道面宜久、編曲・演奏は橋本竜樹が担当している。 |
| two-time                     | 浮気を題材とした楽曲。 |
| 愛について                   | 天野の友人の結婚式のために書き下ろされたウェディングソング。 |
| 7月31日                      | |

## タイアップ
| 年     | 曲名                          | タイアップ                                          | 初出                                                                            |
| ------ | ----------------------------- | --------------------------------------------------- | ------------------------------------------------------------------------------- |
| 2018年 | （曲名不明）                  | ヤクルト おどろき工場篇 CMソング                    | N/A                                                                             |
| 2018年 | SALAD FOREVER                 | キユーピー「キユーピドレッシング」CMソング          | N/A                                                                             |
| 2018年 | かさぶた                      | 舞台『ラブレター』〜さよならきみどりちゃん〜 主題歌 | アルバム『透明なブルー』                                                        |
| 2020年 | Last Lover                    | 映画『Last Lover』主題歌                            | ミニ・アルバム『甘い夢の終わり』                                                |
| 2020年 | ふたり - featuring Hana Amano | 映画『Last Lover』挿入歌                            | サウンドトラック『映画『Last Lover ラストラバー』オリジナル・サウンドトラック』 |

## 出演

### ラジオ
- 渋谷のラジオの学校（CQ）
2016年7月13日放送回にゲスト出演した[28]後、8月10日放送回より月1ゲストとして出演。

### 舞台
- 野中うみ×葉山なつみプロデュース　舞台『ラブレター』 〜さよならきみどりちゃん〜（2018年3月9日 - 11日、原宿ストロボカフェ） - 音楽（ギター）[29]